# Gran Enciclopedia de la Música Clásica

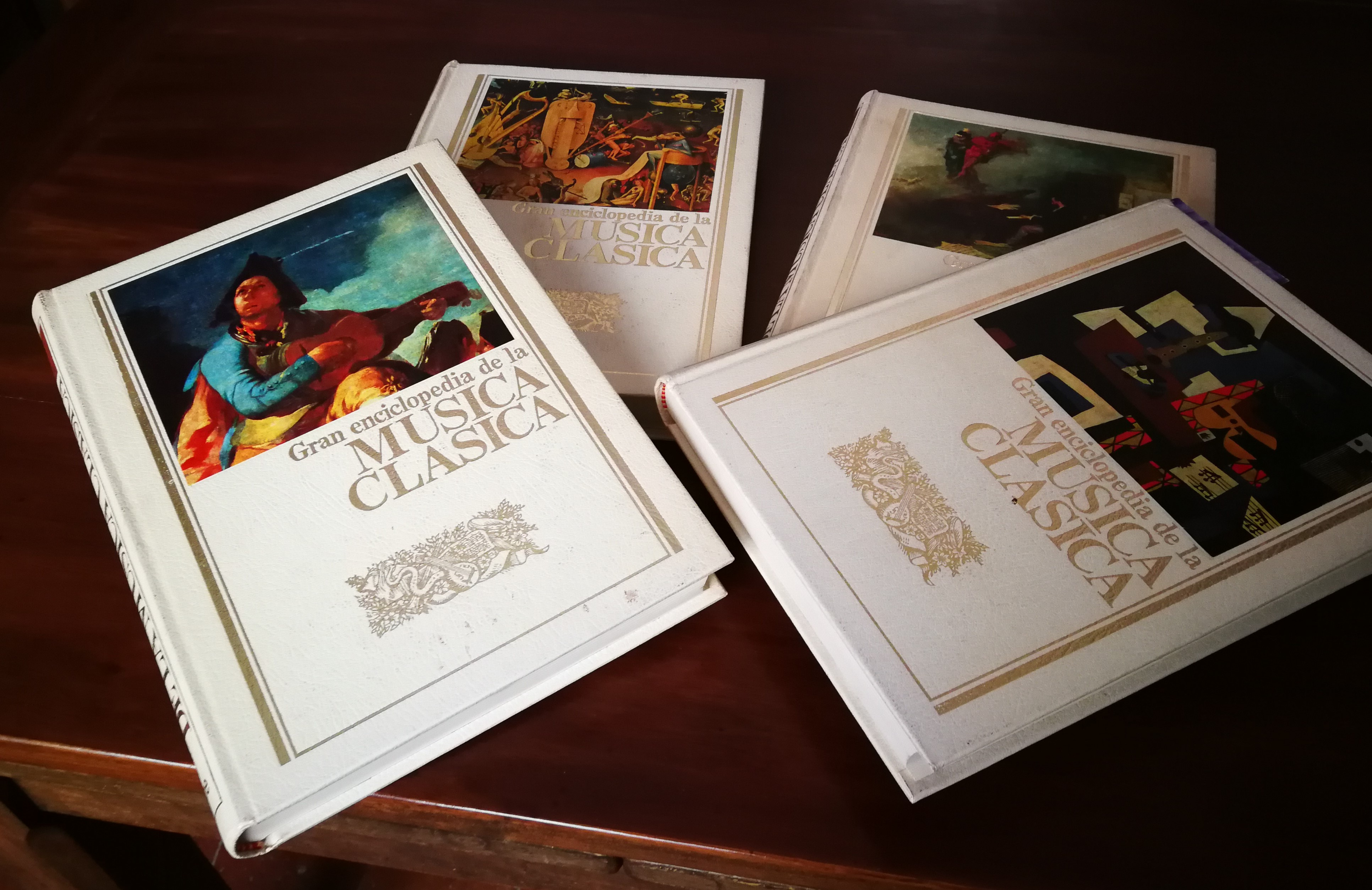
Die vierbändige Gran Enciclopedia de la Música Clásica

Die Gran Enciclopedia de la Música Clásica (in Eigenschreibweise Gran enciclopedia de la MUSICA CLASICA) ist eine Musikenzyklopädie in spanischer Sprache, die ab 1980 in dem seit 1988 zur Axel Springer Verlagsgruppe gehörenden Verlag SARPE (Sociedad Anónima de Revistas), Madrid, als Faszikel-Sammelwerk in vier Bänden erschien. Das Werk erschien in Form einer inhaltlichen Überarbeitung und Anpassung des italienischsprachigen Werkes Grande Enciclopedia della Musica Classica des Verlages Armando Curzio, Rom, für den spanischen Markt.
Laut dem Vorwort der Herausgeber vermittelt das Werk die klassische Musik in deutlicher, klarer Art und Weise mit zahlreichen Abbildungen und Bildern in Form von Sach- und Personenartikeln ohne dabei zu intensiv von musikalischen Fachbegriffen Gebrauch zu machen. Ziel war es, vor allen Dingen, musikalischen Laien die Welt der klassischen Musik zu eröffnen. Gleichzeitig sollte das Werk auf Grund seiner inhaltlichen Breite auch musikalisch Interessierten als Nachschlagewerk dienen. Das Werk stellt den Anspruch, alle für die klassische Musik relevanten Länder auch in Hinsicht auf ihre Folklore darzustellen.
Ergänzend zu dem Druckwerk wurde eine 100 Vinyl-Schallplatten umfassende Diskothek zur klassischen Musik unter dem Titel Los Tesoros de la Música Clásica angeboten.
Das Werk füllte damit in der Zeit der Transición eine in Spanien bestehende Lücke.

## Das Werk
- María Antonia Estévez (Hrsg.): Gran Enciclopedia de la Música Clásica (Sammelwerk). 1.  Auflage. Band 1 (A–Fa, S. 1–400). SARPE (Sociedad Anónima de Revistas), Madrid 1980, ISBN 84-7291-226-4.
- María Antonia Estévez (Hrsg.): Gran Enciclopedia de la Música Clásica (Sammelwerk). 1.  Auflage. Band 2 (Fa–Ma, S. 401–800). SARPE (Sociedad Anónima de Revistas), Madrid 1980, ISBN 84-7291-226-4.
- María Antonia Estévez (Hrsg.): Gran Enciclopedia de la Música Clásica (Sammelwerk). 1.  Auflage. Band 3 (Ma–Ri, S. 801–1200). SARPE (Sociedad Anónima de Revistas), Madrid 1980, ISBN 84-7291-226-4.
- María Antonia Estévez (Hrsg.): Gran Enciclopedia de la Música Clásica (Sammelwerk). 1.  Auflage. Band 4 (Ri–Zw, S. 1201–1600). SARPE (Sociedad Anónima de Revistas), Madrid 1980, ISBN 84-7291-226-4.